# Танжер — Тетуан — Ель-Хосейма
Танжер — Тетуан — Ель-Хосейма (араб. طنجة - تطوان - الحسيمة; бербер. ⵟⴰⵏⵊⴰ ⵜⵉⵟⴰⵡⵉⵏ ⵍⵃⵓⵙⵉⵎⴰ) — один з дванадцяти регіонів Марокко. Був заснований у вересні 2015 року та має населення 3 556 729 осіб за переписом 2014 року. Адміністративний центр — місто Танжер.

## Загальні дані
Регіон Танжер — Тетуан — Ель-Хосейма був створений у вересні 2015 року шляхом злиття провінції Ель-Хосейма з колишнього регіону Таза — Ель-Хосейма — Таунат та колишнього регіону Танжер — Тетуан. Його назва походить від назв трьох важливих міст, що входять до його складу — Танжеру, Тетуану й Ель-Хосейми.
До складу області входять дві префектури та шість провінцій.

## Географія
Танжер — Тетуан — Ель-Хосейма є найпівнічнішим регіоном Марокко. Він лежить на узбережжі Середземного моря, з півночі має вихід до Гібралтарської протоки та омивається Атлантичним океаном на заході. Крізь регіон проходить гірський масив Ер-Риф.
Межує з іспанським ексклавом Сеута та іншими регіонами Марокко: Східним, Рабат — Сале — Кенітра та Фес — Мекнес.

## Визначні місця

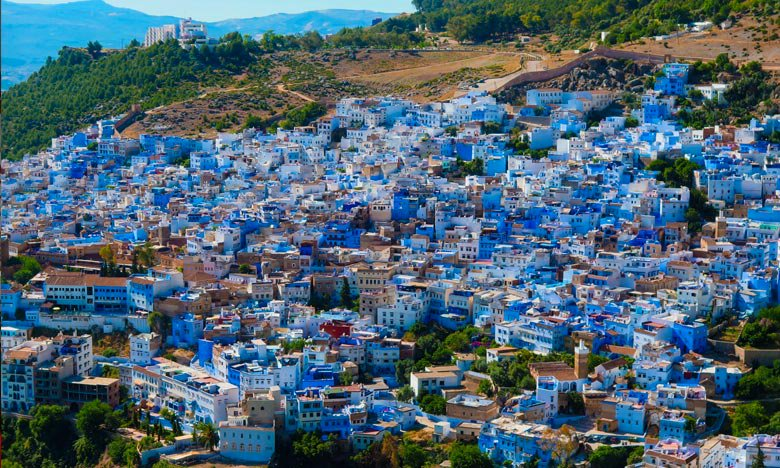
«Блакитне місто» Шафшаван

- Танжер — визначне портове місто, що лежить на березі Гібралтарської протоки. З давніх часів відігравало важливу роль на шляху з Африки до Європи. Наразі — адміністративний центр регіону.

- Тетуан — старовинне місто, друге за кількістю населення в області. Його медина (старе місто) є об'єктом Світової спадщини ЮНЕСКО.

- Шафшаван — один з найпопулярніших туристичних напрямків країни. Має назву «блакитне місто» через свої будівлі, пофарбовані у різноманітні відтінки блакитного кольору.

- Національний парк Талассемтан — національний парк поруч зі Шафшаваном. Був створений задля збереження останніх у країні ялицевих лісів. Входить до попереднього списку Світової спадщини ЮНЕСКО.

- Лікс — руїни стародавнього римського міста. Є одним з найкраще збережених античних поселень у Північній Африці.

- Геркулесові печери — величезний комплекс з печер біля Гібралтарської протоки. Містить чималу кількість петрогліфів з різних епох.

- Ель-Хосейма — курортне місто на узбережжі Середземного моря. Має переважно берберське населення.